# Flugplatz Stadtlohn-Vreden

i7
i11
i13

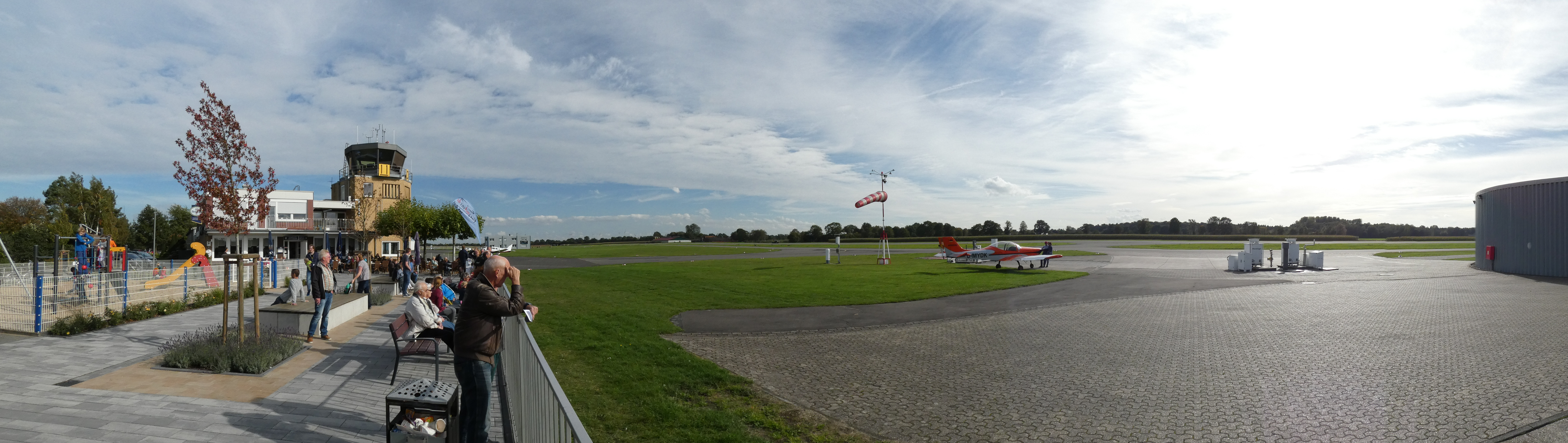
Panorama des Flugplatzes

Der Flugplatz Stadtlohn-Vreden (ICAO-Code: EDLS) ist ein Flugplatz im Kreis Borken nahe der deutsch-niederländischen Grenze.
Er ist als Verkehrslandeplatz klassifiziert. Der Flugplatz liegt auf der Ortsgrenze zwischen den Städten Vreden und Stadtlohn. Die Nutzung geht über gewerblichen und nichtgewerblichen Motorflug, Segelflug, UL-Flug bis zum Fallschirmspringen.
Die Länge der Start- und Landebahn beträgt 1200 Meter bei einer Breite von 30 Metern.

## Ausbaupläne
Am Flugplatz ist ein interkommunales Gewerbegebiet geplant. Im September 2009 wurde die Start- und Landebahn auf eine Länge von 1200 Metern (zuvor: 980 Meter) und eine Breite von 30 Metern (zuvor: 20 Meter) ausgebaut. Im Oktober 2010 wurden vier der fünf vorhandenen Rollwege von 7,50 m auf 10,50 m verbreitert. Außerdem erhielt der Flugplatz einen sechsten Rollweg.

## Luftfahrtmesse Airborne
Der Flugplatz war in Vergangenheit wiederholt Standort der Luftfahrtmesse Airborne, die von der Flugplatzgesellschaft Stadtlohn durchgeführt wurde.

## Daten
- ICAO-Code: EDLS
- Lage: N 51° 59,75' / E 06° 50,44'
- 2,3 NM N Vreden / 3,5 NM E Stadtlohn
- Höhe: 157 ft (48 m) MSL
- Startbahn: 11/29, 1200 m Länge
- Platzrunde N 1200ft MSL
- Stadtlohn Tower und VDF 119.205 MHz